# جان کوشال
جان کوشال (انگلیسی: John Coshall; ۲۱ ژانویهٔ ۱۹۰۱ – ۱۹۷۵ (۷۳−۷۴ سال)) بازیکن فوتبال بود.
از باشگاه‌هایی که در آن بازی کرده‌است می‌توان به باشگاه فوتبال کن و باشگاه فوتبال وستهام یونایتد اشاره کرد.